# JScape
JScapeは、IEコンポーネントを用いたサイト監視ブラウザである。開発元はJetrunテクノロジ株式会社。

## 特徴と機能
自動実行運転
検出キーワードと監視するサイトのURLを設定、サイトの監視が実行される。
サイトマップ作成
サイト内を実際の人間が閲覧するように自動的に巡回解析、サイト内のページの属性・キーワード・埋め込みタグの抽出、robots.txtの解析など、サイトマップを自動生成。
レポート機能
自動運転で監視サイトの巡回、解析が終了すると、発見キーワード・ページ内リンク・スクリーンショット・その他、分析内容のレポート生成。
その他の機能
- モバイルコンテンツの検閲
- スクリーンショット
- 選択範囲マーキング
- サイト監視の自動実行
- データ共有
- 画像データ詳細情報
- ページ内文言チェック
- その他